# Coscinia limbata
Coscinia limbata är en fjärilsart som beskrevs av Rondou 1932. Coscinia limbata ingår i släktet Coscinia och familjen björnspinnare. Inga underarter finns listade i Catalogue of Life.